# Корндёрфер, Йоп
Йоханнес Мария Йозефус (Йоп) Корндёрфер (нидерл. Johannes Maria Josephus "Joop" Korndörffer; 12 июня 1919, Амстердам — 24 декабря 1994, Амстердам) — нидерландский футболист, игравший на позициях полузащитника и нападающего. В течение четырёх лет выступал за амстердамский «Аякс». В составе клуба провёл 36 матчей, в которых забил 20 голов. Обладатель Кубка Нидерландов 1943 года. Сыграл несколько матчей за сборную Амстердама.

## Ранние годы
Йоханнес Мария Йозефус Корндёрфер родился 12 июня 1919 года в городе Амстердам, в семье Йозефуса Корндёрфера и Гертрёйды ван Поппелен, он был единственным ребёнком в их семье. Его отец работал железнодорожным служащим, но он умер, когда Йоханнесу было чуть больше одного года.

## Клубная карьера
Футбольную карьеру в амстердамском «Аяксе» Йоп начал в 1941 году, когда главным тренером команды был венгр Вильмош Хальперн. В годы Второй мировой войны амстердамцы не снискали высоких достижений в чемпионате, однако команда в 1943 году смогла завоевать Кубок Нидерландов. В финальной игре, состоявшейся 27 июня на Олимпийском стадионе, «Аякс» со счётом 3:2 обыграл клуб ДФК из Дордрехта. Корндёрфер принял активное участие в той победе, их связка с Герритом Фишером на правом фланге отлично себя проявила. Однако Йоп не так часто выступал за «Аякс», за неполных пять сезонов он провёл за команду 36 матчей и забил 20 голов.
В январе 1947 года Корндёрфер перешёл в другой клуб из Амстердама — СДВ, который выступал во втором классе. Его одноклубники Крис Аккерман и Йоп Григолейт также стали игроками СДВ.

## Достижения
Обладатель Кубка Нидерландов (1)1942/43.

## Личная жизнь
Йоп был дважды женат. Первой его супругой стала Вилхелмина Хардет, родившаяся в 1921 году. От это брака у них  было пятеро детей: трое сыновей и две дочери.
Второй раз Корндёрфер женился 21 марта 1974 года. Его избранницей стала 32-летняя Лиз Хиббелер, хотя их первый ребёнок родился ещё до брака, 14 января 1968 года у них родилась дочь, которую они назвали Нирина Хателина Жаклин.